# Saint-Hilaire-de-Voust
Saint-Hilaire-de-Voust is een gemeente in het Franse departement Vendée (regio Pays de la Loire) en telt 638 inwoners (1999). De plaats maakt deel uit van het arrondissement Fontenay-le-Comte.

## Geografie
De oppervlakte van Saint-Hilaire-de-Voust bedraagt 19,0 km², de bevolkingsdichtheid is 33,6 inwoners per km².
De onderstaande kaart toont de ligging van Saint-Hilaire-de-Voust met de belangrijkste infrastructuur en aangrenzende gemeenten.

## Demografie
Onderstaande figuur toont het verloop van het inwonertal (bron: INSEE-tellingen).

1. ↑  Populations de référence 2022.